# Zbójnicka Piwnica
Zbójnicka Piwnica – jaskinia, a właściwie schronisko, w Dolinie Kościeliskiej w Tatrach Zachodnich. Ma trzy otwory wejściowe znajdujące się w zachodnim zboczu dolnej części Wąwozu Kraków, w północnej ścianie Zbójnickiej Turni, w pobliżu Jaskini w Zbójnickiej Turni, na wysokości 1250 m n.p.m. Długość jaskini wynosi 20 metrów, a jej deniwelacja 4,2 metrów.

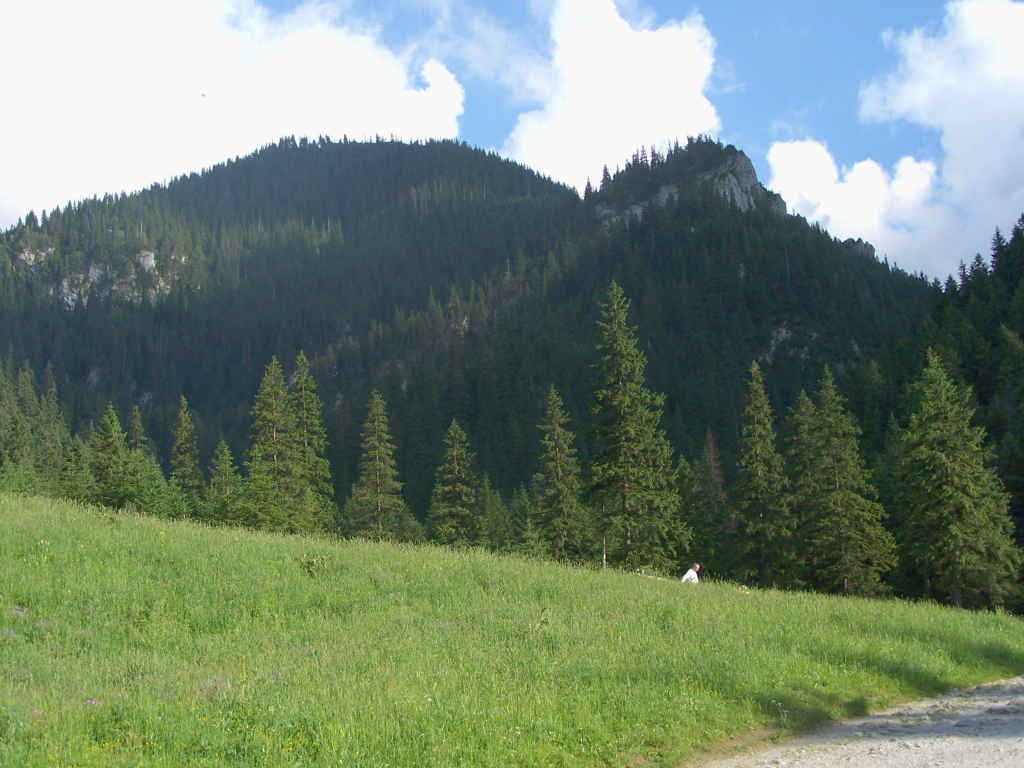
Zbójnicka Turnia

## Opis jaskini
Jaskinią jest salka do której można się dostać z trzech otworów wejściowych. Z dwóch otworów prowadzą do niej krótkie, szczelinowe korytarzyki, z trzeciego większy korytarz zaczynający się 1,2-metrową studzienką.

## Przyroda
W jaskini występuje mleko wapienne i nacieki grzybkowe.
Ściany są mokre, rosną na nich glony. Wszędzie dociera światło dzienne.

## Historia odkryć
Jaskinię odkryli Andrzej i Michał Ciszewscy, Jakub Nowak i Ewa Wójcik 30 czerwca 2007 roku.
15 lipca 2007 roku Jakub Nowak, Joanna Ślusarczyk i Jan Wołek sporządzili pierwszy plan i opis jaskini.